# Myostatine
Myostatine, ook wel bekend als groeidifferentiatie factor 8 (GDF-8), is een inhiberende groeifactor voor spierontwikkeling. Het eiwit wordt gecodeerd door het MSTN-gen, geproduceerd in de skeletspieren en bindt aan activine type II receptoren, waardoor het zijn remmende werking kan uitvoeren op de spiergroei.
Een mutatie in dit gen bij koeien is verantwoordelijk voor het dikbil-fenotype, een voorbeeld hiervan is het Belgisch witblauw. Bij schapen wordt een gelijkaardige mutatie callipyge (Grieks voor "mooie bil") genoemd. De mutatie komt ook voor bij mensen.
De genetische penetrantie is 90-100 %; afhankelijk van de genetische achtergrond ontwikkelt deze musculaire hypertrofie zich min of meer.